# Río Inukami
El Río Inukami (犬上川 Inukami-gawa?) es un río localizado en la prefectura de Shiga, Japón. Nace en las Montañas Suzuka. Durante el periodo Edo, Takamiya-juku, una estación del Nakasendō, estaba situada en la orilla del río, en Hikone.

## Geografía
El Río Kitaya (北谷川 Kitaya-gawa) y el Río Minamiya (南谷川 Minamiya-gawa), literalmente el "Valle Norte" y "Valle Sur", se originan en las Montañas Suzuka. Los dos ríos se unen mientras fluyen hacia  Taga. La parte central del río se ensancha en un abanico aluvial mientras fluye en una llanura. Cuando el río llega a Hikone, desemboca en el Lago Biwa.

## Localidades
El río atraviesa o forma los términos de las siguientes localidades: 
Prefectura de Shiga
Taga, Kōra, Hikone
- Datos: Q6059285
- Multimedia: Inukami River / Q6059285